# Springside
Springside is een plaats (town) in de Canadese provincie Saskatchewan en telt 525 inwoners (2001).

## Geboren
- Geoffrey Wilkinson (1921-1996), Brits chemicus en Nobelprijswinnaar (1973)